# Un chat sous la pluie
Un chat sous la pluie (Cat in the Rain) est une nouvelle d'Ernest Hemingway parue pour la première fois aux États-Unis dans le recueil de nouvelles In Our Time en 1925.
En France, la nouvelle, traduite par Henri Robillot, est parue dans le recueil Paradis perdu, suivi de La Cinquième Colonne chez Gallimard en 1949.

## Résumé
Un couple américain en vacances en Italie se retrouve dans la chambre d'un hôtel vide un jour de pluie. Comme l'épouse regarde la pluie par la fenêtre, elle voit un chat accroupi sous une des tables vertes de la terrasse. Alors que son mari daigne à peine lever les yeux de son livre, elle décide de se mettre en quête de l'animal.
À l'entrée de l'hôtel, elle croise l'aubergiste, avec qui elle a une courte conversation. Elle souligne combien elle aime cet aubergiste qui demande à la femme de chambre de tenir un parapluie pour que la cliente américaine ne soit pas trempée par la pluie.
Lorsque la femme américaine arrive sur la terrasse, elle constate que le chat est parti. Morose, elle retourne à sa chambre, où son mari est toujours étendu sur le lit, plongé dans sa lecture. La femme entreprend alors une conversation avec son mari (qui ressemble plutôt à un soliloque) où elle se plaint de ses cheveux trop courts, avant d'exiger tout de suite les choses qu'elle veut dans sa vie et, en particulier, la façon dont elle veut vivre : « Et je veux manger à table avec mon couvert, et je veux des bougies. Je veux que ce soit le printemps et je veux brosser mes cheveux devant une glace ; je veux un petit minou et je veux de nouvelles robes. ». Cependant, le mari, qui continue de lire, s'agite pour demander à son épouse de se taire. 
À ce moment, la femme de chambre arrive avec un chat, offert par le patron, que l'épouse américaine s'empresse de prendre dans ses bras.

## Thèmes
Plusieurs thèmes se chevauchent dans cette très courte nouvelle. D'abord le désir d'une femme d'avoir un enfant, symboliquement représenté par le chat, en dépit d'un mari qui n'offre plus d'affection à son épouse. Il est suggéré avec délicatesse qu'elle pourrait obtenir ce qu'elle veut en ayant une aventure avec l'hôtelier. En définitive, la nouvelle présente surtout le désir d'affirmation et de liberté d'une femme qui se sent oppressée et malheureuse dans sa vie conjugale confinée et sans joie.

## Sources
- Baker, Carlos. Hemingway : The Writer as Artist, Princeton University Press, 1972.  (ISBN 0-691-01305-5)
- Ernest Hemingway (trad. de l'anglais), Nouvelles complètes, Paris, Éditions Gallimard, coll. « Quarto », 1999, 1227 p. (ISBN 2-07-075517-7, OCLC 41374606).
- Meyers, Jeffrey. Hemingway: A Biography, Londres, Macmillan, 1985  (ISBN 0-333-42126-4)